# The Full Monty (musical)
The Full Monty és un musical amb llibret de Terrence McNally i música de David Yazbek.
En aquesta versió teatral americanitzada de la pel·lícula homònima de 1997, sis aturats de la indústria de l'acer de Buffalo, sense diners ni esperances, decideixen realitzar una actuació de striptease en un club local després de veure l'entusiasme de les seves dones en una actuació de Chippendales. Un d'ells, Jerry, afirma que el seu espectacle serà millor perquè ells aniran a totes (en anglès, the full monty). Mentre que es preparen per l'espectacle, han de treballar amb les seves pors i angoixes, superant els seus dimonis interiors i trobar la força en la seva camaraderia.
Va ser adaptat al català i representat al teatre Novedades de Barcelona, dirigit per Mario Gas.

## Produccions
El musical va estrenar-se al Old Globe Theatre de San Diego, representant-se entre l'1 i el 9 de juny del 2000. La producció s'estrenà al Eugene O'Neill Theatre de Broadway el 26 d'octubre de 2000, tancant el setembre de 2002, després de 770 funcions i 35 prèvies. El musical va ser dirigit per Jack O'Brien i coreografiat per Jerry Mitchell. El repartiment de l'estrena incloïa Patrick Wilson, André DeShields, John Ellison Conlee, Jason Danieley, Marcus Neville, Kathleen Freeman, Denis Jones, Emily Skinner i Annie Golden. Jane Connell va substituir Freeman quan va morir.
El musical s'estrenà al Prince of Wales Theatre del West End londinenc el març del 2002 i tancà el 24 de novembre del mateix any. El repartiment incloïa els membres del repartiment original de Broadway Jason Danieley, Andre De Shields, John Ellison Conlee, Romain Frugé i Marcus Neville, amb Dora Bryan interpretant a Jeanette Burmeister i Jarrod Emick com Jerry.

### La producció de Barcelona
El 5 d'octubre de 2001 s'estrenà al Teatre Novedades de Barcelona, en la que seria la primera vegada que l'espectacle es veia a Europa.
Va ser dirigida per Mario Gas, amb direcció musical de Manuel Gas i adaptació al català de Roser Batalla i Roger Peña. El repartiment incloïa a Marc Martínez, Daniel Claramunt, Àngel Llàcer, Xavi Mateu, Xavier Mestres, Miquel Àngel Ripeu, Roser Batalla, Mercè Martínez, Carme Contreras i Mone.

## Argument
Tot i que l'acció es traslladada a Buffalo, Nova York, el musical segueix de prop la pel·lícula.

### I acte
A la depressió de Buffalo, Nova York, les fàbriques siderúrgiques que van tenir èxit una vegada es van fer marrons amb rovell, es va eliminar l'equip rodant i les línies estan silencioses. Els millors amics Jerry Lukowski i Dave Bukatinsky, juntament amb els altres treballadors de l'acer ara a l'atur, recullen els xecs del subsidi i reflexionen sobre les seves vides perdudes, descrivint-se com a "ferralla" ("Scrap"). Per altra banda, la dona de Dave, Georgie i les seves amigues, celebren una nit a la ciutat assistint a una actuació de Chippendales. Amb la seva nova independència i riquesa com a únics beneficiaris de les seves famílies, declaren "És un món de dones" ("It's a Woman's World").
Mentre s'amagava en el bany del club de strip-tease, Jerry i Dave s'assabenten del malestar de Georgie sobre les inseguretats de Dave (en part a causa del seu pes) i Pam, l'ex-esposa de Jerry, es lamenta de la pèrdua del seu matrimoni i dels seus plans de prendre mesures judicials contra ell pels pagaments de manutenció que no va poder fer des que va perdre la feina. Comprometent encara més la situació és el fill de Jerry, Nathan, que passa de mala gana el temps amb ell; s'ha cansat de la manca de motivació del seu pare.
Després de parlar amb el stripper a l'acte Chippendales, Jerry i Dave estan intrigats per la voluntat de les dones de pagar un acte de striptease. Jerry està convençut que el seu vaixell finalment ha entrat: decideix organitzar un espectacle similar, amb la intenció de guanyar prou diners per pagar les seves obligacions de manutenció ("Man").
El primer en unir-se a l'espectacle és un gauche i solitari, Malcolm, un guàrdia de seguretat de la fàbrica d'acer on treballaven Dave i Jerry. Malcolm intenta suïcidar-se asfixiant-se en el seu cotxe per intoxicació per monòxid de carboni. Dave ho treu, i Jerry i Dave discuteixen diversos mètodes per suïcidar-se, per exemple: "Un bon roc" ("A Big-Ass Rock"). Malcolm finalment s'uneix i, amb la tranquil·litat dels seus nous amics, darrere d'ell, s'uneix a la formació inicial. El seu rescat i inclusió al grup li donen una visió optimista i de confiança sobre la vida. També comença a créixer més independent de la seva mare dominadora, invàlida, Molly.
A continuació, la llista de Dave i Jerry és el seu antic capatàs, l'aspirant de classe mitjana Harold Nichols, que fa una classe de balls de saló amb la seva dona, Vicki, impecablement preparada. Mentre que Harold explica que ha amagat la seva desocupació de la seva dona materialista, Vicki canta alegrement sobre la seva dolça vida amb en Harold ("Life with Harold"). Dave i Jerry li expliquen el seu pla; sense que quedi literalment cap opció, Harold accepta ser el coreògraf de l'acte .
En una seqüència d'escenes, antics companys de feina realitzen audicions de strip-tease. Es convida a un dels presents a seure després que s'espatlli; declina, dient que els seus fills estan fora de casa esperant "al cotxe" i que "això no és un lloc per als nens" abans de mirar a Nathan abans de marxar. Altres audicionaris són, no obstant això, contractats: Noah 'Horse' Simmons pel seu coneixement complet del ball (tot i que té evidència d'artritis avançada) i de llegenda urbana, és a dir, el "Big Black Man" ("Big Black Man"); i Ethan Girard, que anhela ballar com Donald O'Connor a "Singin' in the Rain" i té un penis inductor de l'eufemisme. També s'uneixen a Jeanette Burmeister, una música dura i vistosa que "apareix, amb piano i tot"
En altres llocs, Dave contempla el seu pes i Harold contempla els hàbits de despesa de Vicki, comentant que regeixen el seu món ("Rule My World"). En el primer assaig, Harold sent els homes inútils, però Jerry els dispara, animant-los a pensar-ho no com a moviments de dansa, sinó com d'esport ("Michael Jordan's Ball").

### II acte
Mentre que practiquen, els dubtes continuen creixent sobre si aquesta és la millor manera de guanyar diners, a causa de la seva inseguretat individual sobre les seves aparences. Jeanette és especialment senzilla ("Jeanette's Showbiz Number").
Amb el club requerint un dipòsit, Jerry intenta obtenir diners de Pam, que ella nega. Nathan finalment proporciona alguns fons universitaris, i Jerry es veu commogut per la creixent creença de Nathan en el seu pare ("Breeze Off the River").
Més endavant, mentre els homes assajaven a la casa d'Harold, es despullen els uns pels altres per primera vegada, i tenen visions de malson que les dones de la ciutat trobaran que "The Goods" serà inadequada. Són interromputs per qui repossessors estan espantats pels pobres homes; les seves amistats mútues continuen creixent.
Durant un assaig amb vestuari, els nois són enganxats amb els pantalons baixats i portant tanga, fent que Jerry, Horse, Harold, Jeanette i Nathan fossin portats a una comissaria. Malcolm i Ethan escapen amb èxit i cauen en una abraçada homoeròtica després de pujar per la finestra de la casa de Malcolm. Són interromputs per la sobtada malaltia de Molly.
Després que Pam plorant reculli a Nathan ("Man, reprise"), els homes són acostats al carrer per dones conegudes locals que han sentit parlar del seu xou. Jerry declara que el seu xou serà millor que els ballarins de Chippendales, ja que aniran fins al final. Mentrestant, Dave s'abandona menys d'una setmana abans de l'espectacle, que s'ha depreciat com un "bastard gros" que ningú no el voldria veure nu, inclosa la seva dona, Georgie.
Els nois es reuneixen a l'enterrament de la mare de Malcolm, on se li uneix Ethan per anunciar de manera subtil la seva relació ("You Walk with Me").
El seu secret, sembla perdut per als membres de Hot Metal: el seu "nom escènic". Però Georgie i Vicki confirmen el seu amor pels seus marits malgrat els seus fracassos ("You Rule My World, reprise"). També es revela que la publicitat de la detenció ha augmentat les vendes d'entrades.
Sense gaire a perdre, i un espectacle que ha venut totes les entrades, els homes decideixen anar-hi per una nit, inclòs Harold, que finalment ha aconseguit una feina. Dave troba la seva confiança i s'uneix a la resta del grup, però Jerry té una pèrdua d'última hora de la sev. Nathan el convenç de continuar i s'uneix als nois per a la representació final. Amb el suport de tots els amics, la família i la gent del poble, els nois "Let It Go!"

## Cançons
| I Acte - "Scrap" – Jerry, Dave, Malcolm, Ethan i homes - "It's a Woman's World" – Georgie i dones - "Man" – Jerry i Dave - "Big-Ass Rock" – Jerry, Dave i Malcolm - "Life With Harold" – Vicki i conjunt - "Big Black Man" – Horse i els nois - "You Rule My World" – Dave i Harold - "Michael Jordan's Ball" – Jerry i els nois | II Acte - "Jeanette's Showbiz Number" – Jeanette i els nois - "Breeze Off the River" – Jerry - "The Goods" – Jerry, Horse, els nois, Georgie, Vicki, Pam i dones - "You Walk with Me" – Malcolm i Ethan - "You Rule My World" (Reprise) – Georgie i Vicki - "Let it Go" – Els nois i conjunt |

## Premis i nominacions

### Producció original de Broadway
| Any  | Premi               | Categoria                                        | Nominat              | Resultat  |
| ---- | ------------------- | ------------------------------------------------ | -------------------- | --------- |
| 2001 | Premis Tony         | Millor musical                                   | Millor musical       | Nominat   |
| 2001 | Premis Tony         | Millor llibret                                   | Terrence McNally     | Nominat   |
| 2001 | Premis Tony         | Millor banda sonora                              | David Yazbek         | Nominat   |
| 2001 | Premis Tony         | Millor actor protagonista de musical             | Patrick Wilson       | Nominat   |
| 2001 | Premis Tony         | Millor actor de repartiment de musical           | John Ellison Conlee  | Nominat   |
| 2001 | Premis Tony         | Millor actor de repartiment de musical           | André DeShields      | Nominat   |
| 2001 | Premis Tony         | Millor actriu de repartiment de musical          | Kathleen Freeman     | Nominat   |
| 2001 | Premis Tony         | Millor direcció de musical                       | Jack O'Brien         | Nominat   |
| 2001 | Premis Tony         | Millor coreografia                               | Jerry Mitchell       | Nominat   |
| 2001 | Premis Tony         | Millors orquestracions                           | Harold Wheeler       | Nominat   |
| 2001 | Premi Drama Desk    | Musical més destacat                             | Musical més destacat | Nominat   |
| 2001 | Premi Drama Desk    | Llibret de musical més destacat                  | Terrence McNally     | Nominat   |
| 2001 | Premi Drama Desk    | Actor més destacat Actor a un musical            | Patrick Wilson       | Nominat   |
| 2001 | Premi Drama Desk    | Actor de repartiment més destacat a un musical   | John Ellison Conlee  | Nominat   |
| 2001 | Premi Drama Desk    | Actor de repartiment més destacat a un musical   | André DeShields      | Nominat   |
| 2001 | Premi Drama Desk    | Actriu de repartiment més destacada a un musical | Kathleen Freeman     | Nominat   |
| 2001 | Premi Drama Desk    | Director de musical més destacat                 | Jack O'Brien         | Nominat   |
| 2001 | Premi Drama Desk    | Coreografia més destacada                        | Jerry Mitchell       | Nominat   |
| 2001 | Premi Drama Desk    | Orquestracions més destacades                    | Harold Wheeler       | Nominat   |
| 2001 | Premi Drama Desk    | Lletres més destacades                           | David Yazbek         | Nominat   |
| 2001 | Premi Drama Desk    | Música més destacada                             | David Yazbek         | Guanyador |
| 2001 | Premi Drama Desk    | Disseny d'Il·luminació més destacat              | Howell Binkley       | Nominat   |
| 2001 | Premi Theatre World | Premi Theatre World                              | Kathleen Freeman     | Guanyador |

### Producció de Barcelona
| Any  | Premi         | Categoria                | Nominat        | Resultat   |
| ---- | ------------- | ------------------------ | -------------- | ---------- |
| 2002 | Premis Butaca | Millor musical           | Millor musical | Guanyador  |
| 2002 | Premis Butaca | Millor actor de musical  | Àngel Llàcer   | Guanyador  |
| 2002 | Premis Butaca | Millor actor de musical  | Xavier Mestres | Nominat    |
| 2002 | Premis Butaca | Millor actriu de musical | Mercè Martínez | Guanyadora |
| 2002 | Premis Butaca | Millor actriu de musical | Mone           | Nominada   |